# Карлос Трухільйо
Карлос Трухільйо (англ. Carlos Trujillo; нар. 25 лютого 1983, Лонг-Айленд, Нью-Йорк) — американський політичний діяч, посол Сполучених Штатів в Організації Американських Держав з 2018 р. Належить до Республіканської партії, був членом Палати представників Флориди з 2010 р.

## Біографія
Переїхав до штату Флорида у 1988 р. У 2004 р. він закінчив Коледж Спринг-Гілл (вивчав бізнес адміністрування), у 2007 р. отримав ступінь доктора в Коледжі права Університету штату Флорида. Трухільйо працював в окружному суді, займався юридичною практикою.